# Baryssau-Arena
Die Baryssau-Arena (belarussisch Барысаў-Арэна, russisch Борисов-Арена, englisch Borisov-Arena) ist ein Fußballstadion in der belarussischen Stadt Baryssau. Es ist die Heimspielstätte des FK BATE Baryssau, dem erfolgreichsten Fußballverein des Landes aus der Wyschejschaja Liha. Die moderne Spielstätte bietet auf seinen überdachten Tribünen 13.126 Sitzplätze.

## Geschichte
Der Wunsch des FK BATE nach einem neuen Stadion bestand schon länger. Das Haradski-Stadion, die vorherige Spielstätte, wurde 1963 eröffnet und bietet nur ca. 5.400 Plätze. Einen Schub bekamen die Pläne des Vereins durch das erstmalige Erreichen der Gruppenphase der UEFA Champions League 2008/09 und der UEFA Europa League 2009/10. Das Haradski-Stadion entsprach nicht den UEFA-Anforderungen für den internationalen Wettbewerb. Der Verein musste in die rund 70 Kilometer entfernte Hauptstadt Minsk in das Dinamo-Stadion umziehen. Im Hinblick darauf, dass eine Renovierung des Hauptstadtstadions anstand, wäre keine geeignete Spielstätte für die internationalen Partien des FK BATE vorhanden gewesen.
Auf Veranlassung von Staatspräsident Aljaksandr Lukaschenka wurde ein Komitee in Zusammenarbeit mit dem belarussischen Fußballverband BFF gebildet, das bis zum Juni 2010 die Details für einen Stadionneubau ausarbeiten sollte. Derweil traf der Verein die Entscheidung über die verantwortlichen Architekten. Die Wahl fiel auf das von Rok Oman und Špela Videčnik gegründete Architekturbüro OFIS Arhitekti aus der slowenischen Hauptstadt Ljubljana. Das Unternehmen war unter anderem von 2006 bis 2008 für die Umgestaltung des Stadions Ljudski vrt in Maribor verantwortlich. Im Sommer 2010 wurden die Pläne für das Stadion veröffentlicht.
Der offizielle Baubeginn fand am 12. November 2010 in Anwesenheit von Aljaksandr Lukaschenka statt. Zusammen mit Wiktar Hantscharenka, dem damaligen Trainer von BATE und Spielern sowie den Architekten wurde der Grundstein gelegt. Ein erster Fertigstellungstermin wurde für den Sommer 2012, dem 910. Stadtjubiläum von Baryssau, angestrebt. Im März 2013 war klar, dass der nächste Termin im Sommer 2013 nicht gehalten werden konnte. Der größte Teil der Stahlrahmen-Konstruktion und der Tribünen waren an ihrem Platz, aber die Baryssau-Arena war erst zur Hälfte fertig. Ein Grund für die Verzögerungen waren die eisigen Temperaturen in den Wintermonaten. Der Termin verschob sich auf den November des Jahres.
Es sollte aber noch ein weiteres halbes Jahr bis zur Eröffnung im Mai 2014 dauern. Am 1. Mai kam der FK BATE zur ersten Trainingseinheit in die Baryssau-Arena. Das erste offizielle Fußballspiel war das Finale im belarussischen Pokal am 3. Mai 2014. Zuvor wurde die Anlage in einer Zeremonie von Staatspräsident Lukaschenka eröffnet. Der FK Njoman Hrodna unterlag vor 11.000 Zuschauern dem FK Schachzjor Salihorsk mit 0:1. BATE Baryssau war schon im Viertelfinale an Njoman Hrodna gescheitert und verpasste das Finale in der heimischen Arena. Das erste Spiel von BATE wurde eine Woche später am 10. Mai 2014 ausgetragen. Im halbvollen Stadion vor 6.785 Zuschauern traf BATE Baryssau auf den FK Sluzk und gewann die Ligapartie mit 3:0 Toren. Ihre Premiere in der UEFA Champions League feierte die Arena am 30. September 2014 vor 11.886 Zuschauern im Spiel gegen den spanischen Vertreter Athletic Bilbao.
Der Stadionstandort war in früheren Zeiten ein Truppenübungsplatz, liegt südwestlich der Stadt und ist von einem Kiefernwaldgebiet umgeben. Das Stadion erfüllt die Vorgaben der UEFA für Partien der Champions League sowie der Europa League und wurde in die Stadionkategorie 4 des europäischen Fußballverbandes eingestuft. Blickfang der futuristischen Arena ist die über einen Stahlrahmen geformte Fassade sowie das Dach in einem Blob-Architektur-Design. Die geschwungene, glatte Außenhaut aus polierten Aluminium-Schindeln wird in ihrer Symmetrie durch verschieden geformte Löcher unterbrochen. Die Dachkonstruktion führt bogenförmig über die Tribünen und auf den Zuschauerrängen darunter erwarten 13.126 Sitzplätze die Besucher. Dazu gehören die 119 Plätze in den zehn V.I.P.-Logen und 650 Business-Sitze. Das Flutlicht ist auf vier dreieckigen Trägern in den Stadionecken als auch an der Dachkante installiert. Die Kunststoffsitze sind reihenweise in verschiedenen Farben auf den Rängen montiert. Die Farben der Bestuhlung setzten sich im ganzen Stadion fort.
Die Pressetribüne hat 144 Plätze, die bei Bedarf auf 256 Plätze erweitert werden können. Der Pressekonferenzraum bietet 90 Plätze mit Simultandolmetschung. Für Tagungen, Seminare, Präsentationen oder Schulungen kann der Raum mit bis zu 150 Plätzen gemietet werden. Der Arbeitsbereich für die Journalisten im Stadion umfasst 114 Plätze. Im gesamten Stadion steht kostenloser WLAN-Internetzugang zur Verfügung. Auf mehr als 700 m2 wurde in der südlichen Ecke der Arena ein Fitnessstudio eingerichtet. Die Baryssau-Arena bietet ein Kinderspielzentrum mit kostenpflichtiger Betreuung an. Auf über mehr als 500 m2 stehen beispielsweise Air-Hockey-Tische, Tischeishockey, Arcade-Automaten, Spielgeräte, ein Labyrinth-Irrgarten und ein Bällebad bereit.
Die Spielstätte kann durch vier große Eingänge betreten werden, die auf eine umlaufende Promenade führen. Die Gewerbefläche in der Nord-, Süd, und Ostecke der ersten Etage umfasst 3.000 m2. Auf der zweiten Etage der Promenade sind unter anderem die Verkaufsstände für Essen und Getränke verteilt. Unter dem Stadiondach in nordöstlicher und südwestlicher Richtung wurde je eine LCD-Videoanzeigetafel angebracht. Der natürliche Spielfeldrasen in der Normgröße 105 × 68 Meter ist mit einer Rasenheizung unterlegt. Hinzu kommen ein Bewässerungs- und Drainagesystem. In der östlichen Ecke der Arena befindet sich eine Bowlingbahn und ein Restaurant. Die Beschallungsanlage stammt vom US-amerikanischen Unternehmen Bose. Die Videoüberwachungsanlage der Arena verfügt über rund 200 Kameras. Um die Sportstätte wurden sternförmig sieben Parkplatzflächen angelegt. An spielfreien Tagen können sie für Inlineskaten, Rollerskating, Skateboarding und Karting genutzt werde. Im Stadion können Inlineskater, Rollerskates, Skateboards und Schutzkleidung geliehen werden. Insgesamt stehen rund 1.500 Parkplätze um die Baryssau-Arena bereit.

## Länderspiele
Nachdem das Dinamo-Stadions von Minsk wegen eines Umbaus nicht verfügbar war und die Baryssau-Arena fertiggestellt wurde, wurden die Spiele der belarussischen Fußballnationalmannschaft in Baryssau ausgetragen.
| Datum         | Gegner         | Ergebnis  | Zuschauer | Anlass    |
| ------------- | -------------- | --------- | --------- | --------- |
| 4. Sep. 2014  | Tadschikistan  | 6:1 (1:1) | 2.400     | FS        |
| 9. Okt. 2014  | Ukraine        | 0:2 (0:0) | 10.512    | Q-EM 2016 |
| 12. Okt. 2014 | Slowakei       | 1:3 (0:0) | 4.000     | Q-EM 2016 |
| 18. Nov. 2014 | Mexiko         | 3:2 (0:0) | 3.500     | FS        |
| 14. Juni 2015 | Spanien        | 0:1 (0:1) | 13.121    | Q-EM 2016 |
| 8. Sep. 2015  | Luxemburg      | 2:0 (1:0) | 3.482     | Q-EM 2016 |
| 12. Okt. 2015 | Nordmazedonien | 0:0       | 1.545     | Q-EM 2016 |
| 6. Sep. 2016  | Frankreich     | 0:0       | 12.920    | Q-WM 2018 |
| 10. Okt. 2016 | Luxemburg      | 1:1 (0:0) | 9.011     | Q-WM 2018 |
| 9. Juni 2017  | Bulgarien      | 2:1 (1:0) | 6.150     | Q-WM 2018 |
| 12. Juni 2017 | Neuseeland     | 1:0 (0:0) | 2.500     | FS        |
| 3. Sep. 2017  | Schweden       | 0:4 (0:3) | 6.431     | Q-WM 2018 |
| 7. Okt. 2017  | Niederlande    | 1:3 (0:1) | 6.850     | Q-WM 2018 |
| 8. Juni 2019  | Deutschland    | 0:2 (0:1) | 12.510    | Q-EM 2021 |
| 11. Juni 2019 | Nordirland     | 0:1 (0:0) | 5.250     | Q-EM 2021 |

## Galerie

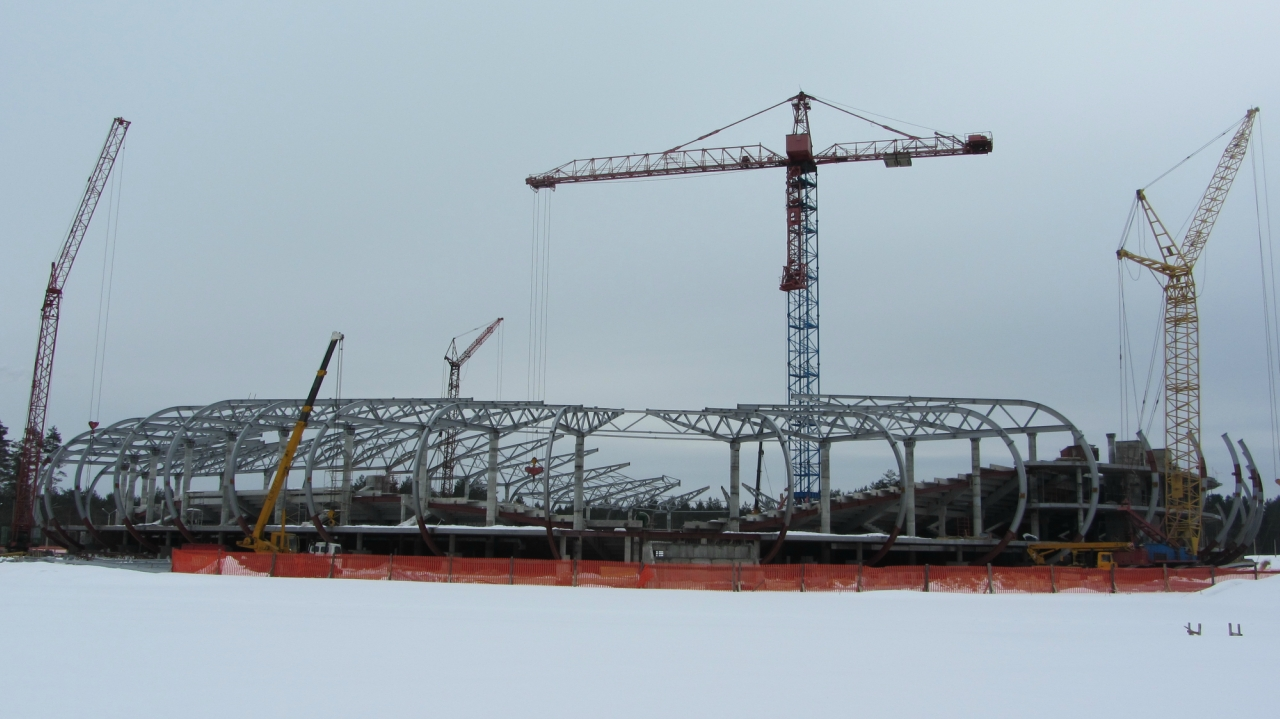
Stadionbaustelle im März 2013
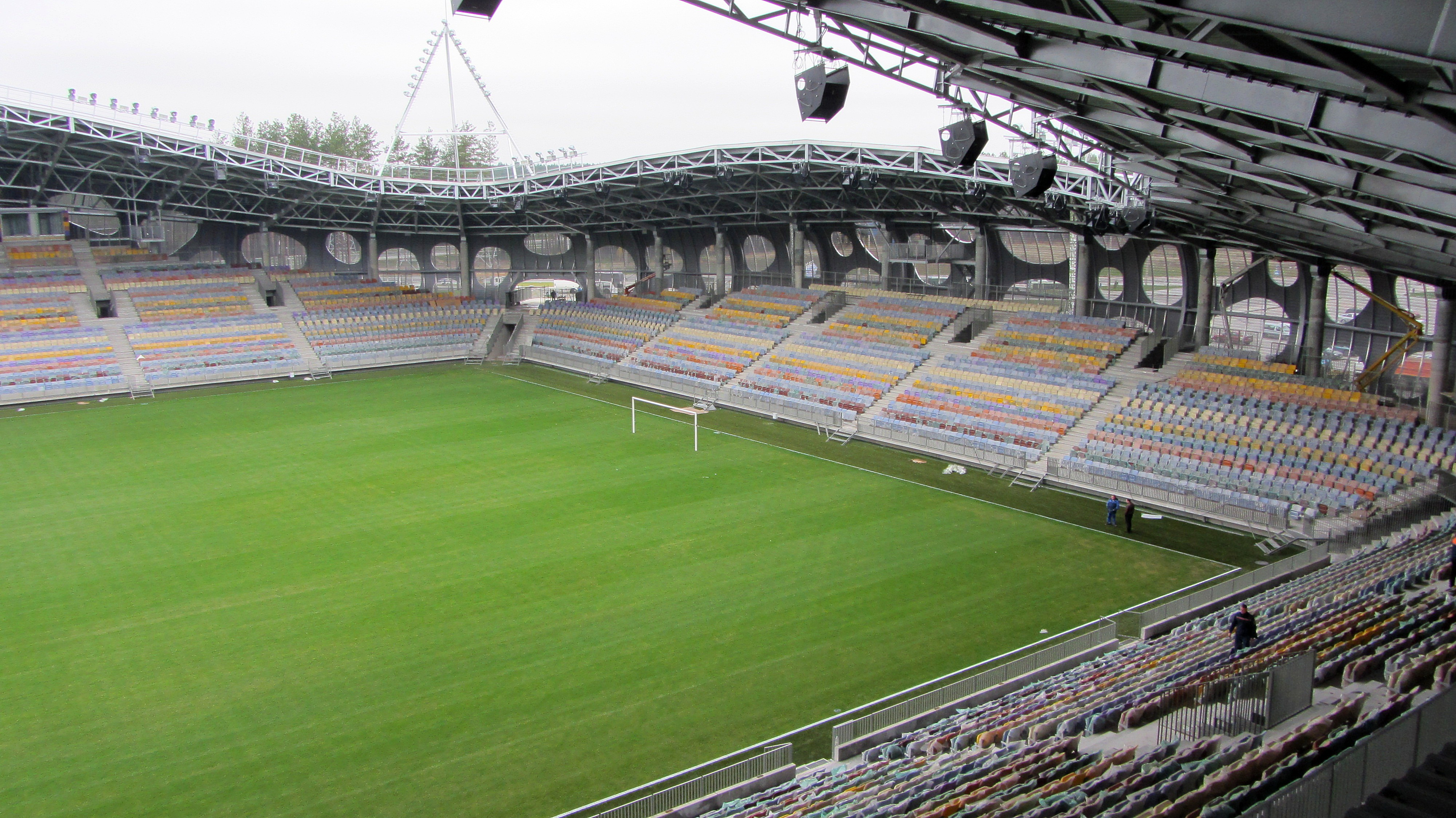
Der Innenraum im Oktober 2013
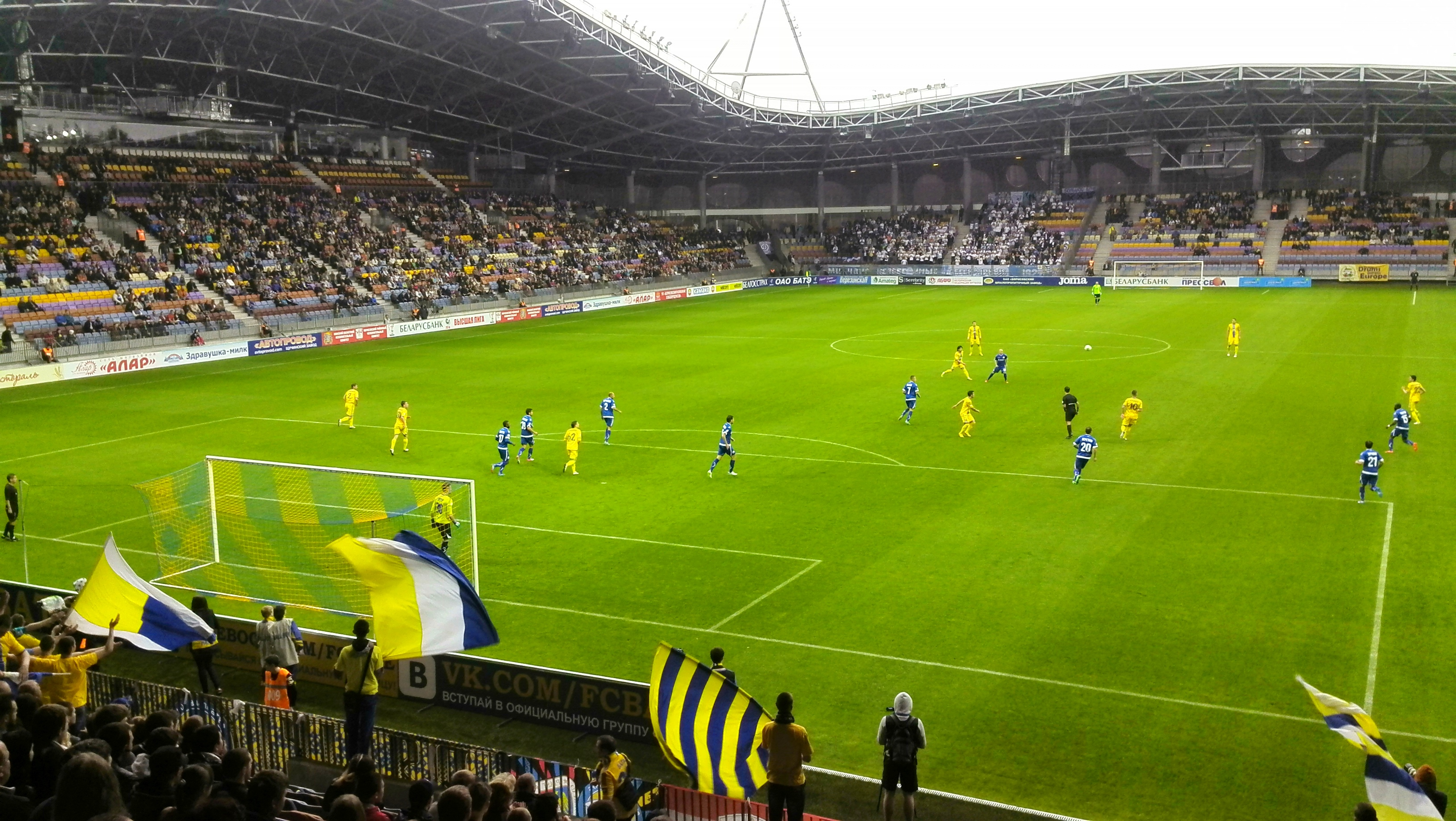
Spiel zwischen dem FK BATE Baryssau und dem FK Dinamo Minsk am 15. Mai 2014